# Дахновський Федір Тарасович
Федір Тарасович Дахновський (6 березня 1903 — 18 грудня 1990) — радянський військовик, в роки Другої світової війни — командувач артилерії 202-ї стрілецької дивізії, полковник. Герой Радянського Союзу (1945).

## Життєпис
Народився в селі Малі Хутори, нині — Вінницькі Хутори Вінницького району Вінницької області. Закінчив семирічку.
У лютому 1920 року добровільно вступив до лав Червоної армії. На боці більшовиків воював проти Добровольчої армії Антона Денікіна, повстанців отамана Семена Заболотного. Член ВКП(б) з 1926 року.
Закінчив Одеські курси червоних командирів у 1922 році, Київську об'єднану школу командирів Червоної армії у 1927 році, курси удосконалення командного складу (КУКС) у 1935 році.
Учасник радянсько-фінської війни 1939—1940 років, протягом якої обіймав посаду командира артилерійського дивізіону.
Початок німецько-радянської війни зустрів на посаді помічника командира 570-го артилерійського полку 5-ї моторизованої кулеметно-артилерійської бригади, згодом — командувач артилерії 202-ї стрілецької дивізії. Воював на Північно-Західному, Центральному, 1-му, 2-му та 3-му Українських фронтах. Сім разів був поранений.
Особливо полковник Ф. Т. Дахновський відзначився при проведенні Будапештської стратегічної наступальної операції.
Після завершення війни продовжив військову службу. У 1946 році вийшов у відставку з посади заступника командувача артилерії 27-ї армії.
Мешкав у Вінниці, працював у виконкомі Вінницької обласної ради народних депутатів. Тривалий час був почесним головою Ради ветеранів 202-ї стрілецької дивізії.

## Нагороди
Указом Президії Верховної Ради СРСР від 28 квітня 1945 року «за зразкове виконання бойових завдань командування на фронті боротьби з німецькими загарбниками та виявлені при цьому відвагу і героїзм» полковникові Дахновському Федору Тарасовичу присвоєне звання Героя Радянського Союзу з врученням ордена Леніна (№ 39819) і медалі «Золота Зірка» (№ 4888).
Нагороджений двома орденами Леніна (28.04.1945; 30.04.1945), трьома орденами Червоного Прапора (24.01.1943; 20.09.1943; 03.11.1944), орденами Кутузова 2-го ступеня (13.09.1944), Вітчизняної війни 1-го ступеня (11.03.1985) і медалями.

## Вшанування пам'яті
У Вінниці, на Алеї Слави музею Повітряних сил Збройних сил України, встановлено погруддя Ф. Т. Дахновського.